# Arnaud Courteille
Arnaud Courteille (Saint-Hilaire-du-Harcouët, 13 marzo 1989) è un ex ciclista su strada francese, professionista dal 2011 al 2020.

## Palmarès
- 2007 (dilettanti)

1ª tappa Ronde des vallées (cronometro)
Classifica generale Ronde des vallées
Grand Prix de Montpinchon
- 2008 (dilettanti)

Campionati francesi, Prova in linea Under-23
- 2010 (dilettanti)

2ª tappa Grand Prix du Portugal (Guarda > Trancoso)

### Altri successi
- 2012 (FDJ)

classifica scalatori Circuit de la Sarthe
- 2019 (Vital Concept)

classifica scalatori Tour de Yorkshire

## Piazzamenti

### Grand Giri
- Giro d'Italia

2014: ritirato (16ª tappa)
2015: 124º
2016: 136º
- Vuelta a España

2012: 154º
2013: 132º
2015: ritirato (19ª tappa)
2017: 103º

### Classiche monumento
- Liegi-Bastogne-Liegi

2017: 109º
2019: 99º
- Giro di Lombardia

2011: ritirato
2013: ritirato
2014: ritirato
2019: 105º

### Competizioni mondiali
- Campionati del mondo

Mendrisio 2009 - In linea Under-23: 16º